# Håleholmen
Håleholmen est une île norvégienne du comté de Vestland appartenant administrativement à Etne.

## Description
Rocheuse et désertique, elle s'étend sur environ 69 m de longueur pour une largeur approximative de 31 m. 